# Université de Mwaro
L'université de Mwaro est un établissement privé d'enseignement supérieur implanté à Kibumbu, dans la commune de Kayokwe, en Province de Mwaro, au Burundi.

## Historique
L'université de Mwaro a été ouverte le 11 octobre 2001, et accueille principalement des étudiants du Burundi, du Rwanda et de République démocratique du Congo.

## Organisation
L'université de Mwaro est composée de deux facultés et d'un institut. Pour chacune de ces filières, l’université de Mwaro délivre un diplôme de Licence (licence en droit, licence en administration et gestion et licence en sciences et techniques paramédicales). Le parc informatique de l'université comprend environ 500 ordinateurs.

### Facultés
- Faculté d’administration et de gestion des affaires
- Faculté de droit

### Institut
- Institut supérieur paramédical (ISPM)